# Piotr Walerych
Piotr Rafał Walerych (ur. 22 maja 1958 w Szczecinie) – polski polityk, poseł na Sejm I kadencji.

## Życiorys
Ukończył w 1981 studia na Wydziale Nauk Społecznych Uniwersytetu im. Adama Mickiewicza w Poznaniu. Pracował jako nauczyciel historii i wiedzy o społeczeństwie.
W 1980 wstąpił do „Solidarności”, działał też w Ruchu Młodej Polski. W stanie wojennym został internowany na okres od 13 grudnia 1981 do 2 lipca 1982.
Od 1989 do 1993 należał do Zjednoczenia Chrześcijańsko-Narodowego. Pełnił funkcję posła I kadencji wybranego z listy Wyborczej Akcji Katolickiej w okręgu poznańskim. W trakcie kadencji odszedł do utworzonej przez Antoniego Macierewicza Akcji Polskiej (działał w niej w okresie 1993–1995, zasiadał w zarządzie głównym partii). Od 1995 do 1997 działał w Ruchu Odbudowy Polski. W okresie 1998–2000 działał w Ruchu Katolicko-Narodowym jako członek zarządu głównego partii. Od 1998 do 2002 był radnym sejmiku wielkopolskiego I kadencji z ramienia AWS. Później przystąpił do Chrześcijańskiego Ruchu Samorządowego, zasiadł w radzie naczelnej tego stowarzyszenia.
Był urzędnikiem samorządowym (dyrektorem wydziału paszportów w urzędzie wojewódzkim), pracownikiem inspektoratu celnego i firmy prywatnej. W latach 2000–2002 kierował poznańskim oddziałem firmy Ruch. W 2007 został doradcą w Operatorze Logistycznym Paliw Płynnych.
Brał udział w powołanej w 2006 komisji weryfikacyjnej ds. WSI.
W 2016 został członkiem zarządu fabryki opon Stomil-Poznań, wchodzącej w skład Polskiej Grupy Zbrojeniowej.

## Odznaczenia
W 2008, za wybitne zasługi w działalności na rzecz przemian demokratycznych w Polsce, za osiągnięcia w podejmowanej z pożytkiem dla kraju pracy zawodowej i społecznej, został odznaczony przez prezydenta Lecha Kaczyńskiego Krzyżem Kawalerskim Orderu Odrodzenia Polski. W 2018 otrzymał Krzyż Wolności i Solidarności.